# Instituto de Tecnología de Dublín
El Instituto de Tecnología de Dublín (en idioma inglés: Dublin Institute of Technology y su acrónimo DIT) fue creado oficialmente en 1992 mediante el Acta del Dublin Institute Technology, aunque ya se había constituido previamente sobre una base ad-hoc. Este instituto tiene sus orígenes en 1887 con la creación de varias instituciones técnicas en Dublín. El instituto se considera distinto de otros institutos de tecnología irlandeses; tradicionales, continúa proporcionando la educación con título de grado y doctorado.
Está clasificado entre las cien mejores universidades a nivel mundial menores de 50 años de fundada, en 2015 por el Times Higher Education, en el ranking de universidades del mundo. Es 157 en la Clasificación Greenmetric de Universidades del Mundo en 2013.
Aunque establecida por legislación en 1992, en su forma actual, la institución puede trazar una historia ininterrumpida continua que se remonta a su creación en 1887 siendo la primera institución de educación técnica en Irlanda. Se reconoce en particular por los programas de grado y posgrado en Diseño de producto, Ingeniería Mecánica, Arquitectura, Ingeniería, Ciencia, marketing, Hospitalidad, Música, Optometría, Farmacia, Construcción, Medios digitales y Periodismo. Es de gran influencia en la vida pública en Irlanda. El alumnado del Instituto de Tecnología de Dublín incluye muchos de los principales escritores, artistas, políticos, y líderes de negocios de Irlanda, así como muchas figuras internacionales exitosas en las artes, la arquitectura y los negocios.